# 결혼 (1993년 드라마)
결혼은 SBS에서 1993년 10월 25일부터 1994년 4월 12일까지 방영된 SBS 월화드라마이다. 최고 시청률 36.5%를 기록했다.

## 기획의도
- 자신의 욕망을 위해 딸들의 의사와 다르게 결혼시키려는 어머니와 자신의 삶의 희생할 수 없다고 생각하는 세 자매의 대립을 그린 드라마

## 등장 인물
- 최명길 : 나지영 역
- 조민수 : 나서영 역
- 유호정 : 나채영 역
- 임채무 : 용식 역
- 양금석 : 명희 역
- 이효정 : 유기훈 역
- 김수안 : 송현섭 역
- 신혜수
- 윤동환 : 진호 역
- 김세윤 : 나교수 역
- 정영숙 : 최 여사 역
- 오미연
- 남성훈
- 황덕재
- 김보연
- 성동일
- 김길호
- 김청
- 정동환

## 수상 경력
- 1994년 한국방송대상
  - 여자 탤런트상 최명길
- 1994년 SBS 연기대상
  - 대상 최명길
  - 여자 우수연기상 유호정
  - 남자 신인연기상 이진우

| SBS 월화드라마 (10시 드라마)                                 | SBS 월화드라마 (10시 드라마)              | SBS 월화드라마 (10시 드라마)                     |
| 이전 작품                                                    | 작품명                                    | 다음 작품                                        |
| ------------------------------------------------------------ | ----------------------------------------- | ------------------------------------------------ |
| 댁의 남편은 어떠십니까? (1993년 2월 22일 ~ 1993년 10월 19일) | 결혼 (1993년 10월 25일 ~ 1994년 4월 12일) | 도깨비가 간다 (1994년 4월 18일 ~ 1994년 6월 7일) |